# Николаевская церковь (Кременская)
Николаевская церковь (Никольская церковь, церковь Святого Николая) — бывшая православная церковь в станице Кременской Области Войска Донского, ныне Волгоградской области.

## История
До 1744 года в станице была деревянная церковь во имя Святого Николая Чудотворца. С переселением в 1745 году станицы на новое место с нею была перенесена и церковь. В 1779 году была заложена, а в 1781 году построена новая деревянная церковь из соснового леса. В 1818 году храм сгорел.
В Кременской станице существовала и другая церковь — в честь иконы Божией Матери Одигитрии. Из-за её ветхости в 1785 году начали строить новую одноимённую церковь, которая была освящена в 1790 году. В июне 1818 года сгорела и она.
В 1819 году станичники на свои средства заложили новую каменную церковь с колокольней, которая была построена и освящена в 1823 году. Церковь и колокольня были покрыты листовым железом, вокруг храма была построена каменная ограда с деревянной решёткой.
Престолов в церкви было два: главный — во имя Святителя Николая; другой, придельный — в честь иконы Божией Матери Одигитрии. При храме была устроена богадельня на 12 человек.
Николаевской церкви принадлежали церковно-приходская школа и сторожка: школьное здание деревянное, на каменном фундаменте, крытое железом, с квартирой для учителя; сторожка деревянная, на каменном фундаменте, крытая железом. При церкви есть приписная с колокольней церковь на станичном кладбище, престол в ней один — во имя святого великомученика Димитрия Мироточивого.
Расстояние от церкви до консистории составляло 426 вёрст, до местного благочинного — 80 вёрст, до почтовой станции Ново-Григорьевская — 15 вёрст.
Ближайшие к храму церкви: Вознесения Христова Кременского монастыря — в 10 верстах, Великомученика Пантелеимона хутора Летонского — в 14 верстах, Богоявления станицы Перекопской — в 11 верстах.
Приход храма составляли хутора: Саушенский, Выездинский, Духовской, Зимовский, Верховский, Чёрная Поляна, Акимовский, Отроженский, Лебяженский и Подовский. При церкви действовала церковно-приходская школа, открытая в 1885 году. Училище Министерства народного просвещения было открыто в 1908 году.
После революции 1917 года церковь проработала некоторое время, но в 1930-е годы была закрыта и осквернена. Здание её разрушалось, и в конце 1950-х годов в оставшейся целой алтарной части храма был создан клуб, а затем дом культуры.
После распада СССР в станице была организована православная община, которой в 1999 году было выделено нежилое здание под молитвенный дом, который приспособили для богослужения. Весной 2012 года настоятель игумен Руфин (Иванов) освятил место под строительство нового храма Святителя Николая.